# Quintalia
Quintalia é um género de gastrópode  da família Helicarionidae.
Este género contém as seguintes espécies:
- Quintalia flosculus
- Quintalia stoddartii